# 青春時代 (GOING STEADYの曲)
『青春時代』（せいしゅんじだい）は、日本のバンド、GOING STEADYが2003年4月9日にリリースした、7枚目のシングルであり、GOING STEADYの解散後に発売された最後のシングルである。

## 概要
- GOING STEADYの7枚目のシングルで、ラストシングルである。
- ジャケットのイラストはミネタが描いた。裏ジャケットに書かれているのはアルバロ・レコバである。
- 2曲目は2002年3月にリリースした、HOLiDAYSとのスプリットCDに収録されている「駆け抜けて性春」のライブバージョン。
- 3曲目は2002年12月24日の渋谷ラママでのライブで会場でのみ限定で無料配布（オナニーマシーンとのスプリットCD）した曲である。
- 惑星基地ベオウルフの途中に出てくるメーテルはアニメ「銀河鉄道999」の登場人物。

## 収録曲
1. 青春時代
2. 駆け抜けて性春(実況録音 02.11.10 柏ALIVE)
3. 惑星基地ベオウルフ/WHEN YOU WISH UPON A STAR